# Anatolij Stössel

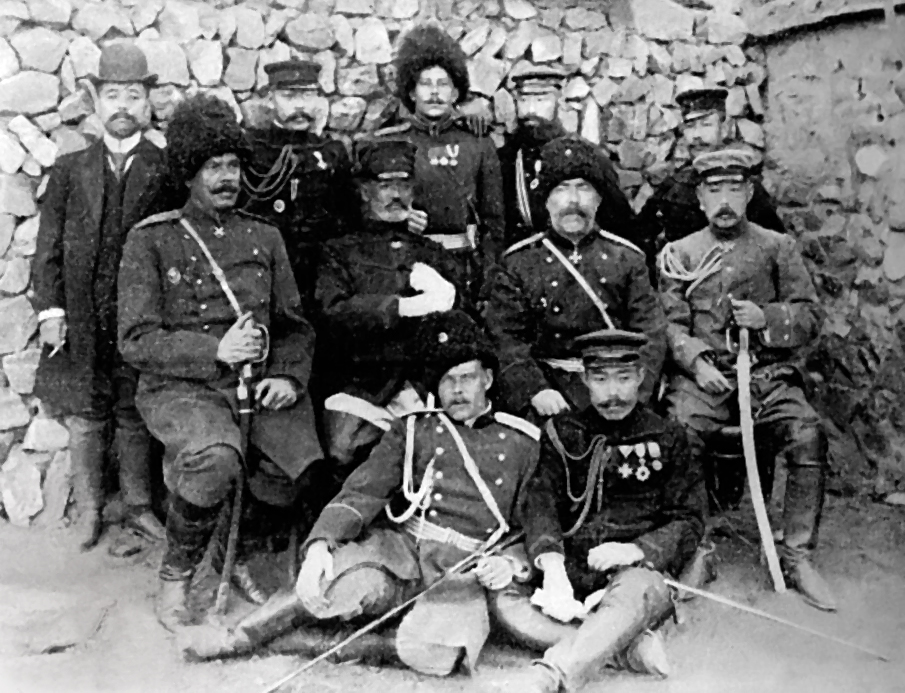
Stössel (i mitten till höger) i fångenskapen tillsammans med Nogi Maresuke (till vänster om Stössel)

Anatolij Michajlovitj Stössel, född 10 juli 1848 i Sankt Petersburg, död 15 januari 1915, var en rysk general.

## Karriär
Stössel blev officer vid ett linjeinfanteriregemente 1866, deltog som kapten och kompanichef i Rysk-turkiska kriget 1877-1878, där han blev svårt sårad, samt befordrades efter krigets slut efter hand till generalmajor och
brigadchef. Under det i följd av boxarupproret i Kina (Qingdynastin) 1900-01 framkallade kriget utmärkte han sig särskilt som befälhavare för den av ryska och tyska trupper sammansatta kolonn, som i juni 1900 undsatte Tianjin. År 1903 blev hangenerallöjtnant och chef för 2:a infanteridivisionen (Brest-Litovsk) och i september samma år befälhavare för det befästa Kwantungområdet i Östasien och överkommendant i Port Arthur.

## Roll under rysk-japanska kriget
I februari 1904 utbröt rysk-japanska kriget. Under japanernas inledande operationer mot Port Arthur och under belägringens första skede, då försvararens styrka var först överlägsen och sedan jämnstark med anfalls- och belägringsarmén, försatt Stössel genom brist på initiativ och offensivanda möjligheterna att besegra fienden eller åtminstone att en ansenlig tid fördröja fästningens inneslutning. Men med seg uthållighet försvarade han fästningen under den egentliga belägringen (30 juli 1904-2 januari 1905), och belägringsarmén kunde endast med de största offer (100 procent av den ursprungliga styrkan) efter fem månaders oerhörda ansträngningar nå sitt mål.
Att Stössel avslöt kapitulationen mot ett krigsråds enhälliga mening, är oriktigt så till vida, att Stössel avsände erbjudandet om kapitulation l januari 1905, omedelbart efter det han mottagit rapport, att den för fästningens fortsatta försvar viktiga "2:a försvarslinjen" ej längre kunde hållas. Huvudanledningen till beslutet var dock tvivelsutan besättningens utmattning och nedslagenhet, bristen på lämplig föda och den alltmera överhandtagande sjukligheten.
Ställd inför krigsrätt för fästningens uppgivande, dömdes Stössel den 20 februari 1908 till döden, men på rättens hemställan förvandlade kejsaren straffet till 10 års fästning. Redan 1909 frigavs emellertid Stössel, dock med förlust av sin militära grad och sina hederstecken, och lär sedan ha levat under torftiga förhållanden i södra Ryssland.